# Karl von Habsburg-Lothringen
Karlo Habsburški, točnije Karlo Habsburško-Lotarinški (njem. Karl von Habsburg-Lothringen, mađ. Habsburg Károly; puno ime Karl Thomas Robert Maria Franziskus Georg Bahnam; Starnberg, Bavarska, 11. siječnja 1961.), također znan kao nadvojvoda Karlo Austrijski, austrijski je političar, trenutačna glava obitelji Habsburg i veliki meštar Reda zlatnog runa i Reda svetog Jurja. 
Prvi je u nasljednom nizu za titulu cara Austrije i kralja Mađarske, Češke, Hrvatske, Slavonije i Dalmacije. Najstariji je sin i šesto dijete Otona Habsburškog (1912. – 2011.) i princeze Regine Sasko-Meiningenske (1925. – 2010.), te unuk posljednjeg austrijskog cara Karla I. (1887. – 1922.). Službovao je kao zastupnik Europskog parlamenta od 1996. do 1999. predstavljajući Austrijsku narodnu stranku.

## Životopis
Rođen u Starnbergu u Bavarskoj. Pohađao je osnovnu školu u Pöckingu, a gimnaziju u Tutzingu. Od 1974. član je Paneuropske unije. Poslije završetka studija prava i filozofije postao je član uprave Paneuropske unije Austrije u razdoblju 1982. – 1987. da bi bio izabran za njena predsjednika.
Godine 1996. izabran je za člana Europskog parlamenta (Austrijska narodna stranka), no nakon izbornog poraza 1999. podnio je ostavku. Godine 2002. postaje generalni direktor Organizacije nepredstavljenih nacija i naroda i tu dužnost obnaša godinu dana.
Godine 2007. njegov otac, nadvojvoda Otto odrekao se titule glavara obitelji Habsburga te je ta čast prešla na njega. 
Sugovornik u dokumentarnom filmu "Otto i Hrvati/Otto und die Kroaten" hrvatskog scenarista i redatelja Vanje Vinkovića (realizirano u suradnji s Hrvatskom paneuropskom unijom i Zakladom Otto von Habsburg, 2013.; prvi hrvatski dokumentarni film prikazan u Europskom parlamentu u Strasbourgu 14. siječnja 2015.), u kojemu govori o povijesnim odnosima obitelji Habsburg i Hrvata (1527. – 1918.) s naglaskom na ulozi njegovog oca Otta u otporu velikosrpskoj agresiji (1991. – 1995.), međunarodnom priznanju Repubike Hrvatske (1992.) i ulasku u Europsku uniju (2013.).

## Potomstvo
U siječnju 1993. godine oženio se u bazilici Mariazell s barunicom Francescom Thyssen-Bornemisza s kojom ima troje djece:
- Eleonora Jelena (r. 1994.)
- Ferdinand Zvonimir (r. 1997.)
- Gloria (r. 1999.)

## Počasti i ordeni
- Glavar i vladar austrijskog Reda zlatnog runa (2000.)
- Veliki meštar Reda Europskog Sv. Jurja (2008)
- Red zlatnog runa (1961.)
- Veliki križ Suverenog Malteškog reda
- Počasni Vitez Teutonskog Reda
- Počasni član Družbe »Braća Hrvatskoga Zmaja«, kao Zmaj Karlštatski (2017.)[4]